# Дівчата (фільм, 2022)
Дівчата (фін. tytöt tytöt tytöt, дослівно: дівчата, дівчата, дівчата) — фінський драматичний фільм 2022 року режисера Аллі Гаапасало.

## Сюжет
Найкращі подруги Міммі та Ренкке після школи працюють у фуд-корті та перебувають у постійному пошуку романтичних пригод. Міммі, яка вважає себе невдахою, лякається серйозних відносин, які у неї намічаються з Еммою, захопленою фігуристкою. А Ренкке намагається знайти свою ідентичність через серію зустрічей з протилежною статтю, не маючи поняття, чого вона хоче.[джерело?]

## Актори
- Ааму Мілонофф — Міммі
- Елеоноора Кауганен — Ренкке
- Ліннея Лейно — Емма
- Соня Ліндфорс — Тарʼя
- Сесіль Орблін — Каролійна
- Оона Айрола — Санна
- Мікко Кауппіла — Ярмо
- Амос Бротерус — Сіпі
- Бруно Бер — Калле
- Нікі Лаагуід — Генкка
- Оксана Ломмі — Фріда
- Ясмін Найяар — Соня
- Еліас Вестерберґ — Аллу
- Пієту Вікстрем — Самулі
- Фатхі Ахмед — Отто
- Пабло Оунаскарі — Роопе
- Ребекка Куукка — Саана
- Туулі Гейнонен — поліціянтка
- Яссін Ей Саєд — Лайонел
- Лаурі Ноусіайнен — Петрі
- Генріккі Гаавісто — Веса

## Реліз

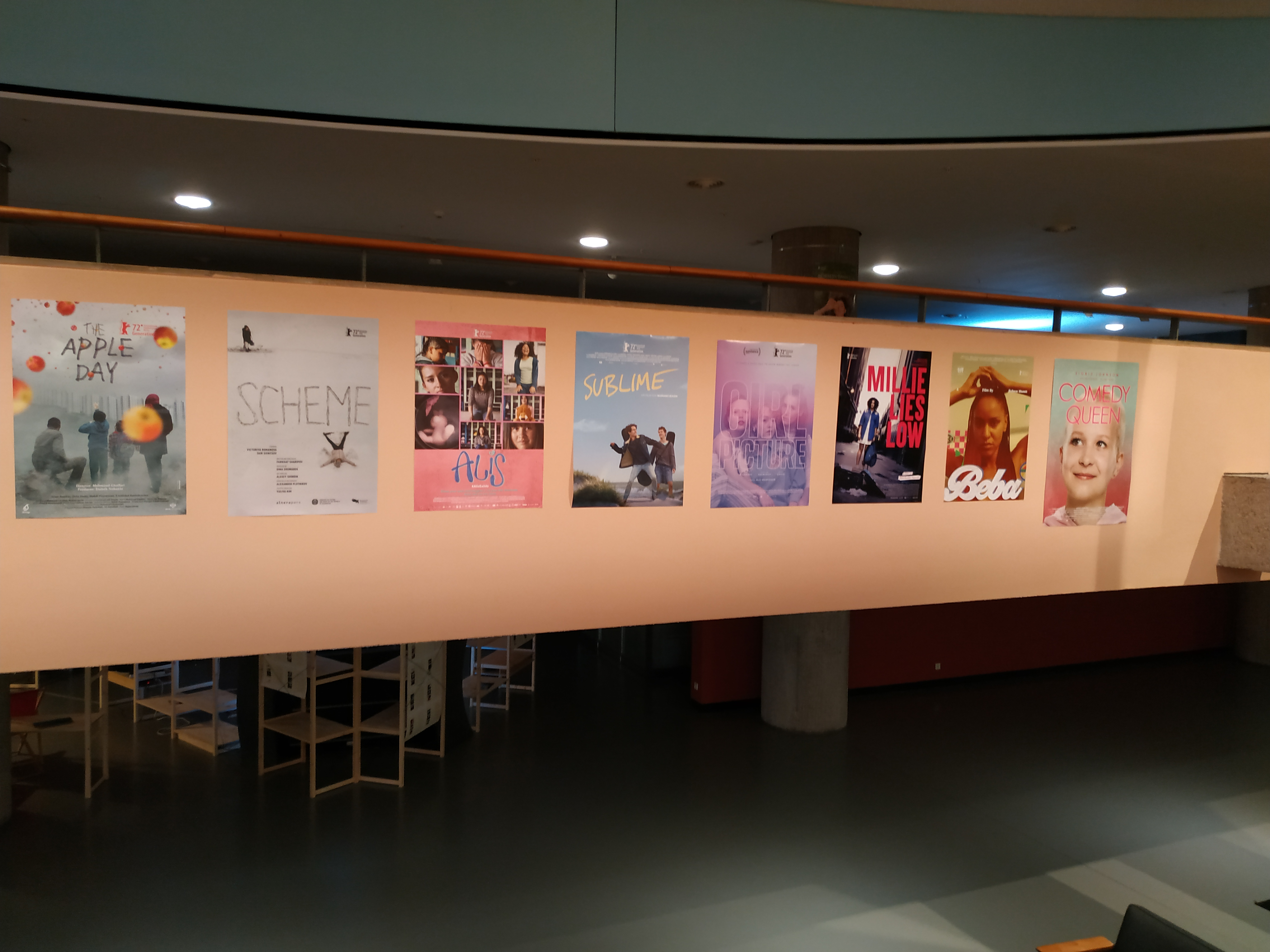
Постер фільму на Берлінале в секції Generation 14plus, лютий 2022 року

Прем'єра фільму відбулася на кінофестивалі «Санденс» у 2022 році, де він отримав приз глядацьких симпатій у Всесвітньому драматичному конкурсі. Реліз у Фінляндії відбувся 14 квітня 2022 року.